# Allsvenskan 2019
La temporada 2019 fue la 95.ª edición de la Allsvenskan, la máxima categoría del fútbol de Suecia desde su creación en 1924. En esta temporada, participaron dieciséis equipos, los trece mejores de la pasada, más tres provenientes de la Superettan. AIK Estocolmo es el actual campeón.

## Ascensos y descensos
Dalkurd FF y Trelleborgs FF fueron relegados al final de la temporada 2018 después de terminar en los dos últimos lugares de la tabla. Fueron reemplazados por el campeón del Superettan 2018, Helsingborgs IF y el subcampeón Falkenbergs FF.
El último lugar fue ocupado por el ganador de los playoffs el AFC Eskilstuna que superó al IF Brommapojkarna.
| Pos. | Descendidos de la Allsvenskan 2018 |
| ---- | ---------------------------------- |
| 14.º | IF Brommapojkarna                  |
| 15.º | Dalkurd FF                         |
| 16.º | Trelleborgs FF                     |

| Pos. | Ascendidos de la Superettan 2018 |
| ---- | -------------------------------- |
| 1.º  | Helsingborgs IF                  |
| 2.º  | Falkenbergs FF                   |
| 3.º  | AFC Eskilstuna                   |

## Información de los equipos
| Club            | Ciudad      | Estadio                 | Capacidad |
| --------------- | ----------- | ----------------------- | --------- |
| AFC Eskilstuna  | Eskilstuna  | Tunavallen              | 7.500     |
| AIK             | Stockholm   | Friends Arena           | 50.000    |
| BK Häcken       | Gothenburg  | Bravida Arena           | 6.500     |
| Djurgårdens IF  | Stockholm   | Tele2 Arena             | 30.000    |
| Falkenbergs FF  | Falkenberg  | Falcon Alkoholfri Arena | 5.565     |
| GIF Sundsvall   | Sundsvall   | Idrottsparken           | 7.700     |
| Hammarby IF     | Stockholm   | Tele2 Arena             | 30.000    |
| Helsingborgs IF | Helsingborg | Estadio Olympia         | 16.500    |
| IF Elfsborg     | Borås       | Borås Arena             | 16.899    |
| IFK Göteborg    | Gothenburg  | Gamla Ullevi            | 18.600    |
| IFK Norrköping  | Norrköping  | Nya Parken              | 15.734    |
| IK Sirius       | Uppsala     | Studenternas IP         | 6.300     |
| Kalmar FF       | Kalmar      | Guldfågeln Arena        | 12.000    |
| Malmö FF        | Malmö       | Swedbank Stadion        | 22.500    |
| Örebro SK       | Örebro      | Behrn Arena             | 12.300    |
| Östersunds FK   | Östersund   | Jämtkraft Arena         | 8.466     |

### Personal
| Equipo          | Entrenador1                    | Capitán               |
| --------------- | ------------------------------ | --------------------- |
| AFC Eskilstuna  | Nemanja Miljanović             | Anel Raskaj           |
| AIK             | Rikard Norling                 | Henok Goitom          |
| BK Häcken       | Andreas Alm                    | Rasmus Lindgren       |
| Djurgårdens IF  | Kim Bergstrand Thomas Lagerlöf | Marcus Danielson      |
| Falkenbergs FF  | Hans Eklund                    | Tibor Joza            |
| GIF Sundsvall   | Joel Cedergren                 | Linus Hallenius       |
| Hammarby IF     | Stefan Billborn                | Jeppe Andersen        |
| Helsingborgs IF | Per-Ola Ljung                  | Andreas Granqvist     |
| IF Elfsborg     | Jimmy Thelin                   | Kevin Stuhr Ellegaard |
| IFK Göteborg    | Poya Asbaghi                   | Sebastian Ohlsson     |
| IFK Norrköping  | Jens Gustafsson                | Bandera de ?          |
| IK Sirius       | Henrik Rydström Mirza Jelečak  | Bandera de ?          |
| Kalmar FF       | Magnus Pehrsson                | Viktor Elm            |
| Malmö FF        | Uwe Rösler                     | Markus Rosenberg      |
| Örebro SK       | Axel Kjäll                     | Nordin Gerzić         |
| Östersunds FK   | Ian Burchnall                  | Bandera de ?          |

## Tabla de posiciones
| Pos. | Equipo             | Pts. | PJ | G  | E  | P  | GF | GC | Dif. | Clasificación o descenso                                               |
| ---- | ------------------ | ---- | -- | -- | -- | -- | -- | -- | ---- | ---------------------------------------------------------------------- |
| 1    | Djurgårdens IF (C) | 66   | 30 | 20 | 6  | 4  | 53 | 19 | +34  | Primera fase clasificatoria de la Liga de Campeones de la UEFA 2020–21 |
| 2    | Malmö FF           | 65   | 30 | 19 | 8  | 3  | 56 | 16 | +40  | Primera fase clasificatoria de Liga Europa de la UEFA 2020-21          |
| 3    | Hammarby IF        | 65   | 30 | 20 | 5  | 5  | 75 | 38 | +37  | Primera fase clasificatoria de Liga Europa de la UEFA 2020-21          |
| 4    | AIK Estocolmo      | 62   | 30 | 19 | 5  | 6  | 47 | 24 | +23  |                                                                        |
| 5    | IFK Norrköping     | 57   | 30 | 16 | 9  | 5  | 54 | 26 | +28  |                                                                        |
| 6    | BK Häcken          | 49   | 30 | 14 | 7  | 9  | 44 | 29 | +15  |                                                                        |
| 7    | IFK Göteborg       | 48   | 30 | 13 | 9  | 8  | 46 | 31 | +15  |                                                                        |
| 8    | IF Elfsborg        | 43   | 30 | 11 | 10 | 9  | 44 | 45 | −1   |                                                                        |
| 9    | Örebro SK          | 33   | 30 | 9  | 6  | 15 | 40 | 56 | −16  |                                                                        |
| 10   | Helsingborgs IF    | 30   | 30 | 8  | 6  | 16 | 29 | 49 | −20  |                                                                        |
| 11   | IK Sirius          | 29   | 30 | 8  | 5  | 17 | 34 | 51 | −17  |                                                                        |
| 12   | Östersunds FK      | 25   | 30 | 5  | 10 | 15 | 27 | 52 | −25  |                                                                        |
| 13   | Falkenbergs FF     | 25   | 30 | 6  | 7  | 17 | 25 | 62 | −37  |                                                                        |
| 14   | Kalmar FF          | 23   | 30 | 4  | 11 | 15 | 22 | 47 | −25  | Clasifica a Playoffs de descenso                                       |
| 15   | GIF Sundsvall      | 20   | 30 | 4  | 8  | 18 | 31 | 50 | −19  | Desciende a la Superettan 2020                                         |
| 16   | AFC Eskilstuna     | 20   | 30 | 4  | 8  | 18 | 23 | 55 | −32  | Desciende a la Superettan 2020                                         |

 Fuente: svenskfotboll.se (en sueco)
Criterios de clasificación: 1) Puntos; 2) diferencia de goles; 3) Goles anotados; 4) Partidos ganados.

## Resultados
| Local \ Visitante | AFC | AIK | BKH | DIF | FFF | GIFS | HAM | HIF | IFE | IFKG | IFKN | IKS | KFF | MFF | ÖSK | ÖFK |
| ----------------- | --- | --- | --- | --- | --- | ---- | --- | --- | --- | ---- | ---- | --- | --- | --- | --- | --- |
| AFC Eskilstuna    | —   | 2–4 | 0–2 | 1–1 | 0–0 | 1–0  | 1–6 | 1–1 | 2–2 | 3–1  | 0–2  | 0–0 | 3–1 | 0–1 | 1–1 | 0–1 |
| AIK               | 2–1 | —   | 1–0 | 1–0 | 2–0 | 2–1  | 2–0 | 2–0 | 3–0 | 1–0  | 0–2  | 2–1 | 1–2 | 0–0 | 2–0 | 0–0 |
| BK Häcken         | 3–0 | 1–2 | —   | 0–1 | 4–1 | 1–0  | 2–0 | 2–1 | 1–2 | 1–2  | 0–1  | 4–1 | 1–0 | 1–1 | 3–0 | 1–1 |
| Djurgårdens IF    | 3–0 | 0–2 | 2–0 | —   | 1–0 | 2–2  | 1–2 | 2–0 | 2–0 | 2–1  | 1–1  | 4–0 | 2–0 | 1–1 | 3–0 | 3–1 |
| Falkenbergs FF    | 1–0 | 1–5 | 0–3 | 0–3 | —   | 2–0  | 0–2 | 1–1 | 2–1 | 1–1  | 0–2  | 0–0 | 0–0 | 1–2 | 1–0 | 1–0 |
| GIF Sundsvall     | 0–0 | 1–1 | 0–1 | 1–4 | 3–1 | —    | 2–3 | 1–2 | 1–2 | 0–2  | 4–4  | 2–1 | 1–2 | 3–1 | 1–2 | 1–1 |
| Hammarby          | 3–1 | 2–1 | 4–1 | 2–1 | 6–2 | 3–0  | —   | 2–1 | 5–2 | 6–2  | 2–2  | 2–0 | 1–1 | 2–0 | 5–1 | 4–0 |
| Helsingborgs IF   | 2–1 | 1–3 | 0–2 | 1–1 | 1–1 | 1–1  | 2–1 | —   | 1–2 | 1–2  | 3–1  | 1–0 | 2–0 | 0–1 | 1–4 | 2–0 |
| IF Elfsborg       | 1–0 | 1–1 | 0–0 | 0–1 | 4–0 | 3–1  | 1–1 | 1–1 | —   | 2–0  | 0–0  | 1–1 | 2–1 | 0–3 | 4–2 | 4–1 |
| IFK Göteborg      | 1–0 | 3–0 | 0–0 | 0–1 | 1–1 | 2–1  | 0–0 | 3–1 | 3–0 | —    | 0–0  | 2–1 | 4–0 | 0–0 | 0–1 | 7–1 |
| IFK Norrköping    | 4–0 | 0–0 | 2–1 | 2–2 | 4–3 | 2–0  | 2–0 | 5–0 | 2–0 | 1–2  | —    | 0–1 | 1–0 | 1–1 | 3–0 | 3–0 |
| IK Sirius         | 3–2 | 0–2 | 3–4 | 0–2 | 2–0 | 1–0  | 1–3 | 2–1 | 2–4 | 2–4  | 0–2  | —   | 3–0 | 0–1 | 3–4 | 1–1 |
| Kalmar FF         | 0–0 | 0–1 | 1–1 | 0–1 | 2–3 | 0–2  | 2–2 | 1–0 | 1–1 | 1–1  | 2–2  | 0–2 | —   | 0–5 | 1–1 | 1–1 |
| Malmö FF          | 5–0 | 2–0 | 1–1 | 0–1 | 5–0 | 2–1  | 4–1 | 3–0 | 4–1 | 1–0  | 1–0  | 1–1 | 1–0 | —   | 2–1 | 2–0 |
| Örebro SK         | 3–1 | 2–1 | 1–2 | 0–3 | 4–0 | 0–0  | 2–3 | 0–1 | 2–2 | 2–2  | 1–2  | 0–2 | 1–1 | 0–5 | —   | 2–0 |
| Östersunds FK     | 1–2 | 1–3 | 1–1 | 1–2 | 3–2 | 1–1  | 1–2 | 3–0 | 1–1 | 0–0  | 2–1  | 2–0 | 1–2 | 0–0 | 1–3 | —   |

## Playoffs de ascenso-descenso
- El equipo número 14 de la Allsvenskan se enfrenta con el tercer equipo de la Superettan 2019 en juegos de de ida y vuelta, por un cupo en la máxima categoría la próxima temporada.
| 6 de noviembre de 2019 | IK Brage | 0:2 (0:1) | Kalmar FF                                | Domnarvsvallen, Borlänge,                                      |                                                                |
|                        |          | Reporte   | Geir André Herrem 24' · Nils Fröling 61' | Asistencia: 3554 espectadores Árbitro(s): Martin Strömbergsson | Asistencia: 3554 espectadores Árbitro(s): Martin Strömbergsson |

| 10 de noviembre de 2019 | Kalmar FF                             | 2:2 (0:0) | IK Brage                                      | Guldfågeln Arena, Kalmar,                                   |                                                             |
|                         | Fidan Aliti 61' · Herman Hallberg 86' | Reporte   | Jonathan Morsay 88' · Christian Kouakou 90+2' | Asistencia: 6218 espectadores Árbitro(s): Mohammed Al-Hakim | Asistencia: 6218 espectadores Árbitro(s): Mohammed Al-Hakim |

- Kalmar FF vence 4:2 al IK Brage en el resultado global y se mantiene en la Allsvenskan.

## Estadísticas jugadores
- Actualización el 2 de noviembre de 2019.

### Goleadores
| Pos. | Jugador            | Club           | Goles |
| ---- | ------------------ | -------------- | ----- |
| 1    | Mohamed Buya Turay | Djurgårdens IF | 15    |
| 2    | Robin Söder        | IFK Göteborg   | 14    |
| 2    | Muamer Tanković    | Hammarby IF    | 14    |
| 4    | Nikola Đurđić      | Hammarby IF    | 13    |
| 4    | Markus Rosenberg   | Malmö FF       | 13    |
| 6    | Tarik Elyounoussi  | AIK Estocolmo  | 11    |
| 6    | Henok Goitom       | AIK Estocolmo  | 11    |
| 6    | Jordan Larsson     | IFK Norrköping | 11    |
| 6    | Paulinho           | BK Häcken      | 11    |
| 6    | Carlos Strandberg  | Örebro SK      | 11    |

### Máximos asistentes
| Pos. | Jugador                | Club           | Asistencias |
| ---- | ---------------------- | -------------- | ----------- |
| 1    | Darijan Bojanić        | Hammarby IF    | 10          |
| 2    | Nikola Đurđić          | Hammarby IF    | 8           |
| 2    | Henok Goitom           | AIK Estocolmo  | 8           |
| 2    | Sead Hakšabanović      | IFK Norrköping | 8           |
| 2    | Alexander Kačaniklić   | Hammarby IF    | 8           |
| 2    | Giorgi Kharaishvili    | IFK Göteborg   | 8           |
| 2    | Arnór Ingvi Traustason | Malmö FF       | 8           |